# Werner Roth (calciatore)
Werner Roth (Lubiana, 4 aprile 1948) è un ex calciatore statunitense di origine tedesca.

## Biografia
Nato in Jugoslavia da genitori tedeschi, crebbe negli Stati Uniti, a Brooklyn (borough di New York), dove la sua famiglia era emigrata.
Nel 1981, dopo il ritiro, Werner Roth fece parte del cast di calciatori - che comprendeva, tra gli altri, Bobby Moore, Osvaldo Ardiles e Pelé - che lavorarono nel film Fuga per la vittoria. Originariamente scelto per far parte della squadra delle forze Alleate, quando il regista John Huston si accorse che Roth era in grado di parlare anche il tedesco gli affidò la parte di capitano della squadra nazionale della Germania.
Oggi Roth è titolare di un marchio di articoli sportivi ed è a capo di Super Soccer Stars, un'organizzazione, da lui fondata, «che utilizza il calcio come metodo educativo per avviare alla scuola bambini di 2/3 anni».

## Carriera

### Club
Iniziò la carriera nel German-Hungarian, una delle numerose associazioni sportive su base etnica esistenti a New York. Contemporaneamente fece parte della squadra di calcio della Brooklyn Technical High School (1962-1966) della quale divenne anche il capitano.
Già in evidenza nel panorama semidilettantistico statunitense, nel 1972 fece il salto al professionismo quando esordì nella North American Soccer League, ingaggiato dai N.Y. Cosmos, con i quali rimase otto stagioni.
Tra i pochissimi nazionali statunitensi di rilievo in una squadra composta quasi esclusivamente di stelle internazionali come Carlos Alberto, Giorgio Chinaglia, Beckenbauer e Pelé, Werner Roth si distinse per la sua eleganza e la sua tecnica, tanto da venir definito dal New York Times «Il Pelé della difesa dei Cosmos».
Con la squadra di New York Roth vinse tre titoli della NASL, nel 1972, 1977 e 1978. La sua ultima stagione da professionista fu il 1979, anno in cui disputò un solo incontro a causa di un grave infortunio che mise fine alla sua carriera all'età di 31 anni.
Nella vittoriosa stagione 1972 con i Cosmos, dopo aver vinto la Northern Division, si aggiudica il torneo, battendo in finale, che giocò da titolare, il St. Louis Stars; durante l'incontro venne espulso all'ottantottesimo minuto di gioco.
La sua esperienza ai Cosmos fu interrotta nel 1974 solo da un breve prestito ai Philadelphia Atoms, con cui giocò un incontro di esibizione.
Nel 1989 Roth fu incluso nella U.S. Soccer Hall of Fame per il contributo dato al calcio degli Stati Uniti.

### Nazionale
Divenuto cittadino statunitense per naturalizzazione, Roth disputò 15 incontri con la selezione USA.

## Statistiche

### Cronologia presenze e reti in nazionale
| Cronologia completa delle presenze e delle reti in nazionale ― Stati Uniti | Cronologia completa delle presenze e delle reti in nazionale ― Stati Uniti | Cronologia completa delle presenze e delle reti in nazionale ― Stati Uniti | Cronologia completa delle presenze e delle reti in nazionale ― Stati Uniti | Cronologia completa delle presenze e delle reti in nazionale ― Stati Uniti | Cronologia completa delle presenze e delle reti in nazionale ― Stati Uniti | Cronologia completa delle presenze e delle reti in nazionale ― Stati Uniti | Cronologia completa delle presenze e delle reti in nazionale ― Stati Uniti |
| Data                                                                       | Città                                                                      | In casa                                                                    | Risultato                                                                  | Ospiti                                                                     | Competizione                                                               | Reti                                                                       | Note                                                                       |
| -------------------------------------------------------------------------- | -------------------------------------------------------------------------- | -------------------------------------------------------------------------- | -------------------------------------------------------------------------- | -------------------------------------------------------------------------- | -------------------------------------------------------------------------- | -------------------------------------------------------------------------- | -------------------------------------------------------------------------- |
| 3-9-1972                                                                   | Città del Messico                                                          | Messico                                                                    | 3 – 1                                                                      | Stati Uniti                                                                | Qual. Mondiali 1974                                                        | -                                                                          |                                                                            |
| 10-9-1972                                                                  | Los Angeles                                                                | Stati Uniti                                                                | 1 – 2                                                                      | Messico                                                                    | Qual. Mondiali 1974                                                        | -                                                                          |                                                                            |
| 17-3-1973                                                                  | Hamiltom                                                                   | Bermuda                                                                    | 4 – 0                                                                      | Stati Uniti                                                                | Amichevole                                                                 | -                                                                          |                                                                            |
| 20-3-1973                                                                  | Łódź                                                                       | Polonia                                                                    | 4 – 0                                                                      | Stati Uniti                                                                | Amichevole                                                                 | -                                                                          |                                                                            |
| 9-9-1973                                                                   | Hartford                                                                   | Stati Uniti                                                                | 1 – 0                                                                      | Bermuda                                                                    | Amichevole                                                                 | -                                                                          |                                                                            |
| 16-10-1973                                                                 | Città del Messico                                                          | Messico                                                                    | 2 – 0                                                                      | Stati Uniti                                                                | Amichevole                                                                 | -                                                                          |                                                                            |
| 3-11-1973                                                                  | Port-au-Prince                                                             | Haiti                                                                      | 1 – 0                                                                      | Stati Uniti                                                                | Amichevole                                                                 | -                                                                          |                                                                            |
| 5-11-1973                                                                  | Port-au-Prince                                                             | Haiti                                                                      | 1 – 0                                                                      | Stati Uniti                                                                | Amichevole                                                                 | -                                                                          |                                                                            |
| 13-11-1973                                                                 | Giaffa                                                                     | Israele                                                                    | 3 – 1                                                                      | Stati Uniti                                                                | Amichevole                                                                 | -                                                                          |                                                                            |
| 15-11-1973                                                                 | Be'er Sheva                                                                | Israele                                                                    | 2 – 0                                                                      | Stati Uniti                                                                | Amichevole                                                                 | -                                                                          |                                                                            |
| 5-9-1974                                                                   | Monterrey                                                                  | Messico                                                                    | 3 – 1                                                                      | Stati Uniti                                                                | Amichevole                                                                 | -                                                                          |                                                                            |
| 8-9-1974                                                                   | Dallas                                                                     | Stati Uniti                                                                | 0 – 1                                                                      | Messico                                                                    | Amichevole                                                                 | -                                                                          |                                                                            |
| 26-3-1975                                                                  | Poznań                                                                     | Polonia                                                                    | 7 – 0                                                                      | Stati Uniti                                                                | Amichevole                                                                 | -                                                                          |                                                                            |
| 24-6-1975                                                                  | Seattle                                                                    | Stati Uniti                                                                | 0 – 4                                                                      | Polonia                                                                    | Amichevole                                                                 | -                                                                          |                                                                            |
| 19-8-1975                                                                  | Città del Messico                                                          | Stati Uniti                                                                | 1 – 3                                                                      | Costa Rica                                                                 | Amichevole                                                                 | -                                                                          | 46’                                                                        |
| Totale                                                                     |                                                                            | Presenze                                                                   | 15                                                                         |                                                                            | Reti                                                                       | 0                                                                          |                                                                            |